# Carl Christensen (skulptör)
Carl Christian Christensen, född 3 juli 1878 i Jönköping, död 1953 i Jönköping, var en svensk skulptör.
Han var son till bildhuggaren Ferdinand Peder Christensen och Anna Kajsa Andersdotter och gift med Maria Elisa Ekman. Christensen studerade först för sin far och för dekorationsbildhuggaren Herman Hoffman i Stockholm 1898-1899. Därefter fortsatte han studierna i Paris för M Champion 1900-1902 och vid Académie Colarossi 1905 och 1912. Han tilldelades stipendieresor till Tyskland och Frankrike. Han var anställd som lärare i skulptur vid tekniska skolan i Jönköping 1903-1925. Han medverkade i Hantverks-, industri och konstutställningen i Jönköping 1928 och i en utställning till förmån för Finlandsinsamlingen samt i Nya Dagligt Allehandas porträttutställning i Stockholm 1943. Bland hans offentliga arbeten märks en minnessten över Jönköpings regementes 300-årsjubileum, en herm i Jönköpings stadspark över J.A. Olsson. Hans konst består av porträttbyster, porträttreliefer, gravmonument, fontänfigurer, dekorativa arbeten i trä samt arkitektoniska arbeten. För Tändstickspalatset i Stockholm skapade han en byst av Johan Edvard Lundström. Han var en av initiativtagarna till bildandet av föreningen Södra Vätterbygdens konstnärer och han var en deltagarna vid bildandet av Konstnärernas riksorganisation.